# Семела (краљ)
Семела је био краљ Далеминаца (Гломача) око 805. године, и био је против краља Франачке. Водио је побуне са Милидухом против Франачке.
766. године франачка војска је напала Лужичане у средњем току Зале. У 782. години дошло је до устанка између Зале и Лабе, који се завршио победом Франачке која је освојила словенска племена код Веидахабурга, крај Наумбурга. 789. Карло Велики уз помоћ Срба, Фризијаца, Ободрита и Саксонаца успева да пређе реку Лабу, Хафел и продре на територију Велета. После овог Драговит је морао да буде лојалан Карлу Великом. Након тога су покорили немачка племена Саксонце и словенска племена Љутиће 805. године, па су исте године напали српско племе Далеминаца у области северног Мајсена, касније је Карло Велики направио кампању против Словена у Бохемији што указује на то да је Семела владао у областима северног Мајсена. Када је био поражен морао је да призна франачку власт и да да двојцу својих синова као таоце. После освајање 805. године створена је граница према Србима због економског, војног и етничког раздвајања између Германа у Франачкој и Словена.
Од 9. века територија племенског савеза Срба се шири укључујући подружје Лужице, етноним Срби се шири на исток до реке Одре међу Лужичане, Миличане и друга племена.